# Duda Yankovich
Dušica Janković, mais conhecida como Duda Yankovich (Jagodina, Iugoslávia 27 de setembro de 1976), é uma ex-lutadora sérvia- brasileira de boxe e artes marciais mistas, radicada no Brasil desde o ano 1999, Duda foi Campeã Mundial de Boxe pela WIBA - Women's International Boxing Association. Seu nome, por ser sérvio, tem uma outra característica fonética, e por isso teve que se adaptar aos moldes brasileiros, para ficar de fácil pronúncia. No alfabeto cirílico, que é o idioma de seu país, seu nome é escrito Душица Јанковић ou como Dušica Janković.

## Biografia

### Início da carreira nas Artes Marciais
Envolvida com artes marciais desde os 11 anos de idade, Duda foi a faixa-preta mais jovem de caratê Shotokan da história da Sérvia, antiga Iugoslávia. Em 1994 disputou o Campeonato Europeu em Praga, obtendo a medalha de prata. Neste mesmo ano também ganhou a medalha de bronze no Campeonato Mundial juvenil em Zakopane, Polônia.
Passou a praticar Kickboxing tornando-se Campeã Sérvia de 1996 a 1999 e Campeã dos Balcãs em 1998 e 1999.
Duda mudou-se para o Brasil em 1999 em virtude da Guerra Civil Iugoslava, e em 2000 se naturalizou-se brasileira tornando-se Campeã Brasileira de Kickboxing de 2001 a 2003.

### Boxe
A partir de 2002 ela passou a se envolver com boxe amador treinando por quatro meses com a equipe do ex-campeão mundial Acelino Freitas. Em 2005 representou o Brasil no primeiro Campeonato Pan Americano de Boxe Feminino Amador na Argentina, obtendo o terceiro lugar. Após o evento, profissionalizou-se vencendo em São Paulo a argentina Guilhermina Fernandez por nocaute.
No dia 23 de julho de 2005 fez a sua estreia no boxe profissional, contra a argentina Guilhermina Fernandez. Venceu no quarto assalto por nocaute. Depois disso fez mais três combates, vencendo todos por nocaute, sendo que seu quarto combate, contra a brasileira Letícia Rojo, lhe valeu o Cinturão Brasileiro. Foi nesta época que optou por abandonar as competições de Kickboxing e a se dedicar para chegar a uma disputa de Título Mundial no Boxe.

### Campeã mundial
Duas vitórias em território internacional bastaram para Duda disputar o Título Mundial da Categoria superleves da Women's International Boxing Association (WIBA), com uma vitória por decisão unânime dos árbitros contra a veterana colombiana, Darys Pardo em 2009.

Depois de mais dois combates internacionais vencidos, foi confirmada a disputa para o Título Mundial da WIBA, na categoria de superleves. Duda venceu esta disputa de Título Mundial por decisão unânime dos árbitros.
Após o título mundial conquistado em Novembro de 2006, Duda faz sua primeira luta pela defesa do Título Mundial em 17 de março de 2007 contra a americana Belinda Laracuente, vencendo por pontos mais um desafio que durou 10 assaltos. Logo após venceu a colombiana Paola Rojas em São Paulo e em seguida venceu a também colombiana Liliana Palmera em Campo Grande no estado de Mato Grosso do Sul. Em abril de 2008 cedeu uma revanche a Darys Pardo e novamente venceu a colombiana.

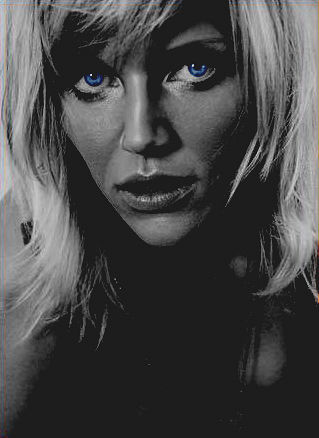
Duda Yankovich e seus olhos azuis em destaque

Em 5 de julho de 2009, Duda Yankovich lutou com a norte-americana e Campeã Mundial da WIBA Holly Holm (uma categoria acima do seu peso) e sofreu sua primeira derrota no boxe, por interrupção médica.
Em 29 de maio de 2010, após quase um ano afastada dos ringues devido a lesão sofrida na última luta realizada nos Estados Unidos, Duda Yankovich acabou perdendo seu Título de Campeã Mundial para Esther Phiri em Lusaka na Zâmbia, em uma derrota por pontos em decisão unânime dos árbitros.
Em 29 de abril de 2011, Duda Yankovich tentou o Título Mundial WBC acabou perdendo a luta para Anne Sophie Mathis em Paris, França, em uma derrota por nocaute técnico.

### Artes marciais mistas
Duda treina na Team Nogueira, e fez sua estreia no MMA em 8 de Setembro de 2012 no Bitetti Combat 12 contra Jessica Andrade. Duda perdeu por finalização com uma guilhotina.
Em busca da sua primeira vitória no MMA, Duda enfrentou Daniela Cristina em 9 de Março de 2013 no Bitetti Combat 14, venceu por finalização com uma americana.

### Além do esporte
Em 2011, a atleta participou da quarta edição do reality show A Fazenda, mas foi expulsa após agredir o também participante Thiago Gagliasso durante uma prova,  tornando-se a primeira expulsa na história do programa. Após sua saída, foi substituída pela modelo Dani Bolina.
Em 2014, Duda Yankovich sofreu um acidente vascular cerebral (AVC) antes de iniciar um treino. Sentindo-se mal, foi socorrida pelo lutador Rodrigo Minotauro e passou por um cateterismo para desobstruir a artéria medial cerebral. Quatro dias depois, recebeu alta.
Desde, ao menos, o ano de 2023, Duda vive em Las Vegas, nos Estados Unidos, onde atua como personal trainer.

## Conquistas
- Vice-campeã europeia (1994)
- Medalha de bronze no Campeonato Mundial Juvenil (1994)
- Campeã pan-americana (2000)
- Bicampeã sul-americana (2001 e 2003)
- Campeã nacional (2003)
- Campeã nacional (2004)
- Medalha de bronze no Pan-Americano (2005)
- Campeã brasileira de boxe feminino (2005)
- Campeã mundial de boxe feminino WIBA (2006)

## Cartel no MMA
| Cartel no MMA   |           |            |
| 3 lutas         | 1 vitória | 2 derrotas |
| Por nocaute     | 0         | 1          |
| Por finalização | 1         | 1          |
| Por decisão     | 0         | 0          |

| Res.    | Cartel | Oponente         | Método                              | Evento            | Data                  | Round | Tempo | Local                          | Notas          |
| ------- | ------ | ---------------- | ----------------------------------- | ----------------- | --------------------- | ----- | ----- | ------------------------------ | -------------- |
| Derrota | 1-2    | Miriam Nakamoto  | Nocaute Técnico (Joelhadas e Socos) | Invicta FC 6      | 13 de julho de 2013   | 1     | 2:08  | Kansas City, Kansas            |                |
| Vitória | 1-1    | Daniela Cristina | Finalização Técnica (Americana)     | Bitetti Combat 14 | 9 de março de 2013    | 2     | 4:00  | Rio de Janeiro, Rio de Janeiro |                |
| Derrota | 0-1    | Jéssica Andrade  | Finalização (Guilhotina)            | Bitetti Combat 12 | 8 de setembro de 2012 | 1     | 3:02  | Rio de Janeiro, Rio de Janeiro | Estreia no MMA |